# Teodora (żona Teofilakta)

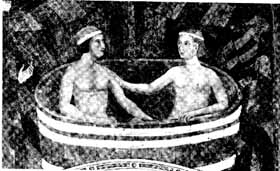
Teodora wraz z córką, Marozją

Teodora (??? – 928) – wpływowa kobieta w Rzymie, na początku X wieku. Żona Teofilakta, konsula Tusculum, matka Marozji i Teodory Młodszej. Zapoczątkowała okres pornokracji. Z jej rodziny wywodziły się dwa rywalizujące ze sobą rody arystokratyczne: Krescencjuszy i Tusculum.
Wspólnie z mężem kontrolowała na początku X wieku miasto Rzym i urząd papieski. W czasie swoich rządów Teofilakt i jego żona wpłynęli na mianowanie papieży: Anastazego III, Landa i Jana X. Wpływy Teodory zostały przejęte i wykorzystane przez jej córkę Marozję.